# Tryphe
Tryphe (altgriechisch τρυφή) bezeichnete bis ins 4. vorchristliche Jahrhundert Zügellosigkeit, Weichlichkeit, aber auch vornehmes Leben. In hellenistischer Zeit wandelte sich die Bedeutung hin zum Positiven und bezeichnete die öffentliche Darstellung dionysischer Fülle und ebensolchen Überflusses, insbesondere bestimmte Formen der Selbststilisierung hellenistischer Könige.
Im Lob der Torheit des Erasmus von Rotterdam gehört Tryphe zum allegorischen Gefolge der Torheit.

## Archaische und klassische Zeit

### Sybaris
Die am Golf von Tarent gelegene, zur Magna Graecia gehörige Stadt Sybaris war in der Antike weithin bekannt für ihren Reichtum und die Neigung der Bewohner zu Wohlleben und zur  Zurschaustellung ihres Reichtums. Die Lebensweise der Sybariten und Tryphe waren geradezu miteinander austauschbare Begriffe, so dass bereits in der Antike Sybarit bzw. Sybaritentum zu Synonymen für „verwöhnten Weichling“ bzw. „luxuriöses Lotterleben“ wurden.
Auf dieses Luxusleben sich beziehende Anekdoten wurden als Sybaritikoi logoi („sybaritische Geschichten“) bezeichnet. Einige Beispiele dieser Anekdoten sind bei Athenaios überliefert:
- Ein Sybarit erzählt, wie er allein dadurch, dass er einem Landarbeiter bei der Arbeit zusah, sich einen Bruch zuzog. Ein Zuhörer: „Mir schmerzen schon vom Zuhören die Rippen.“
- Ein Sybarit besuchte Sparta und nahm dort an einem Gemeinschaftsmahl teil. Die Kost war karg und die Bank hart. Der Sybarit meinte: „Früher habe ich euch Spartaner wegen eurer Tapferkeit bewundert. Jetzt wundert mich euer Todesmut nicht mehr, denn selbst der größte Feigling würde lieber sterben, als ein solches Leben zu Ende zu leben.“
- Ein Sybarit wollte nach Kroton fahren und mietete ein Schiff für sich allein. Der Kapitän musste ihm zusichern, dass er nicht nassgespritzt würde. Dann wollte er einen Freund überreden, ihn zu begleiten: „Ich habe mit dem Kapitän vereinbart, dass er sich nahe am Land hält.“ Darauf der Freund: „Was? Ich würde mich kaum zu einer Landreise längs der See überreden lassen, geschweige zu einer Seereise längs des Landes!“

Überhaupt scheinen die Sybariten dem Reisen eher abgeneigt gewesen zu sein. Manche waren stolz darauf, ihr Leben lang Sybaris nicht verlassen zu haben. Es wurde ihnen auch nachgesagt, für die Strecke einer Tagesreise drei Tage zu brauchen, obwohl sie den Wagen benutzten. Einige der Straßen in der Umgebung seien übrigens überdacht gewesen.
Was die Gesundheit und deren Erhaltung betraf, so wurde es für gesund erachtet, viel zu trinken und die Nacht zum Tage zu machen. Das wird jedenfalls von dem Sybariten Smindyrides berichtet. Athenaios zitiert ein dem Chamaeleon von Pontus oder dem Theophrastos zugeschriebenes Werk Über das Vergnügen, wonach Smindyrides in 20 Jahren weder Sonnenaufgang, noch Sonnenuntergang gesehen habe, da er sich erst am Abend erhob und am frühen Morgen zu Bett ging.
Vom selben Smindyrides berichtet Herodot, er sei einer der Freier gewesen, die sich um Agariste, die Tochter des Kleisthenes, des Tyrannen von Sikyon, bewarben. Zur Brautschau sei er Athenaios zufolge mit einem Gefolge von 1000 Köchen und Vogelfängern erschienen.
Es war auch dieser Smindyrides, von dem Aelian erzählt, dass er nach einer auf Rosenblätter verbrachten Nacht sich über die unbequeme Unterlage beklagt habe. Das Übertriebene solcher Geschichten legt nahe, dass hier existierende Erzählmotive, die in diesem Fall von der Antike bis zu Andersens Prinzessin auf der Erbse reichen, auf eine konkrete Person übertragen, bzw. entsprechend zu „Sybaritengeschichten“ umgebaut wurden.

## Tryphe im Hellenismus

### Marsch Alexanders durch Karmanien
Plutarch berichtet in seiner Alexander-Biographie, dass, als das Heer Alexanders auf dem Rückweg von Indien durch Karmanien im südlichen Persien zog, dieser Zug die Form eines dionysischen Komos, also des festlichen Umzugs einer Gelagegesellschaft angenommen habe. Sieben Tage lang sei das Heer beständig zechend und singend einhergezogen, begleitet von bakchische Schreie ausstoßenden Frauen und den Klängen von Syrinx und Flöte. Er selbst, Alexander, wäre mit seinen Kumpanen auf einem von acht Pferden gezogenen Festwagen gesessen und hätte die ganze Zeit vor aller Augen gezecht. Die Authentizität dieser Erzählung wurde allerdings schon von Arrian bezweifelt.

### Der dionysische Staatskult der Ptolemäer
Insbesondere bei den Ptolemäern nahm Tryphe als Selbstdarstellung des Herrschers geradezu die Form eines Staatskults bzw. einer Staatsideologie an.
Das drückte sich auch in den Beinamen aus: Ptolemaios III. und Ptolemaios IV. trugen den Beinamen Tryphon. Bei Ptolemaios VIII. erscheint er als Teil der offiziellen Titulatur.
Zur öffentlichen Darstellung des Wohllebens gehörte auch Wohlbeleibtheit und eine demonstrative Effeminiertheit: Bei den Darstellungen ptolemäischer Herrscher fällt deren offenbare Fettleibigkeit auf. So vermerkte auch die römische Gesandtschaft des Scipio Africanus bei Ptolemaios VIII. im Jahr 140/39 v. Chr. den erheblichen Bauchumfang des Königs, der sich zudem in transparenter, effeminierter Kleidung präsentierte. Was den Römern Beleg für Verfall und Dekadenz der ägyptischen Dynastie war, war für den Ptolemäer unverzichtbarer Bestandteil seiner Rolle als Repräsentant des dionysischen Ideals von Wohlleben und Prunkentfaltung.

Dass die Pflege eines dionysischen Lebensstils am Ptolemäerhof nicht nur Lust war, sondern auch Pflicht sein konnte, illustriert eine Anekdote aus der Regierungszeit Ptolemaios XII. über den Philosophen Demetrius: 

„So wäre es, zum Exempel, dem platonischen Philosophen Demetrius beinahe übel bekommen, dass er von jemand bei dem Ptolemäus, der sich Dionysos nennen ließ, angegeben wurde, er trinke keinen Wein und sei der einzige, der beim Fest des Bacchus keine Weiberkleider anzöge: und hätte er nicht, da ihn der König am folgenden Tage rufen ließ, vor aller Welt Augen Wein getrunken und in einer Schemise von Tarentiner Flor mit Kastagnetten getanzt, so wär es um ihn geschehen gewesen.“

### Festprozession des Ptolemaios II.
Einen besonders pomphaften Ausdruck fand die herrscherliche Tryphe im berühmten Festzug des Ptolemaios II. Er wird in einem Werk des Kallixeinos von Rhodos beschrieben, das verloren ist, die Beschreibung wird jedoch in einiger Länge im Gastmahl der Philosophen des Athenaios zitiert, dort als Beispiel für den Inbegriff von Pomp und Luxus schlechthin.
Dieser Festzug fand in den 70er Jahren des 3. Jahrhunderts v. Chr. in Alexandria statt.
Da zum einen die Beschreibung in sich von kulturgeschichtlichem Interesse ist, außerdem nichts so geeignet wäre, einen Eindruck von dem zu geben, was man in dem auch in der Antike als sagenhaft reich geltenden ptolemäischen Ägypten unter Tryphe verstand, soll hier zumindest der Anfang wiedergegeben werden:

„Eröffnet wurde die Prozession von Silen, die als Ordner fungierten, teils in purpurfarbenen, teils in scharlachfarbenen Roben. Ihnen folgten Gruppen von Satyrn, die vergoldete Lampen aus Efeuholz trugen. Dann kamen geflügelte Statuen der Nike mit goldenen Flügeln, die mit reich bestickten Gewändern bekleidet waren. Sie hielten in ihren Händen fast sechs Ellen hohe Räuchergefäße. Diesen folgte ein ebenfalls fast sechs Ellen hoher Doppelaltar, der mit vergoldeten Wein- und Efeublättern fast völlig bedeckt war. Nach dem Altar erschienen Knaben in purpurnen Tuniken, die auf goldenen Platten Weihrauch, Myrrhe und Safran trugen. Den Knaben folgte eine Gruppe von 40 Satyrn, deren Körper teils mit Purpur, teils mit Zinnober, teils mit anderen Farben bemalt waren.
Danach erschienen zwei Silene: Der eine trug Petasos und Caduceus, der andere eine Posaune. Zwischen ihnen ging ein riesiger, als Tragöde gekleideter Mann, der das Füllhorn der Amaltheia trug. Ihm folgte die allegorische Figur der Penteris: eine ebenfalls sehr große Frau von ausnehmender Schönheit, die in der einen Hand eine Girlande von Pfirsichblüten, in der anderen einen Palmzweig trug. Ihr folgten die vier Jahreszeiten, entsprechend gekleidet, danach kam ein goldener Altar zwischen zwei hohen Räuchergefäßen. Dann kamen wieder Satyrn in Purpurroben, die mit Kränzen aus vergoldeten Efeublättern geschmückt waren. Manche von ihnen trugen Weinkrüge, andere Kelche. Dann folgte der Dichter Philiscus, der auch Priester des Bacchus war, und die Technitai, Künstler im Kult des Dionysos. Diesen folgten die als Preise für die Trainer der Wettkämpfer bestimmten delphischen Dreifüße: der für den Trainer der Knaben bestimmte Dreifuß maß neun Ellen, der für den Trainer der Männer bestimmte zwölf Ellen in der Höhe.
Dann erschien ein von 180 Männern gezogener Wagen. Der Wagen maß 14 Ellen in der Länge und acht in der Breite. Auf ihm stand ein überlebensgroßes Bild des Dionysos mit allen Symbolen seiner Macht und seiner Segnungen, der aus einem goldenen Becher Trankopfer goss. Dem Wagen folgten die Priester und Priesterinnen des Gottes, Angehörige der Kultvereine, Träger der geheimen Kultgegenstände (Liknophoren) und mehrere Gruppen von Mänaden mit aufgelösten Haaren, die Messer und Schlangen trugen. Den Mänaden folgte auf einem Wagen eine Statue der Nysa, acht Ellen hoch, die sich von einer Mechanik angetrieben von ihrem Sitz erhob, aus einem goldenen Gefäß Milch als Trankopfer goss und sich dann wieder setzte. In ihrer Linken trug sie einen Thyrsos, der mit goldenem Efeu und juwelenbesetzten Trauben geschmückt war.
Der folgende Abschnitt des Zuges war Dionysos als dem Gott des Weines gewidmet. Auf mehreren Wagen erschien eine Weinpresse, in der 60 Satyrn unter Aufsicht eines Silen singend kelterten. Dem folgte ein von 600 Männern gezogener Wagen mit einem riesigen, aus Leopardenhäuten genähten Weinschlauch, der 3000 Maß Wein fasste, der sich aus dem Schlauch auf die Straße ergoss. Dann kam auf einem Wagen ein silberner Kessel, der 600 Maß fasste, reich graviert mit Darstellungen von Tieren. Dem folgte eine große Zahl weiterer Gefäße und Trinkgerätschaften: Mischkrüge, Schalen und Schalenständer, Kessel, Becken, Weinpressen, Platten, Tische, sämtlich aus Gold oder Silber gefertigt und teilweise mit Juwelen verziert.
Auch wurden auf Tischen besondere Schaustücke herumgetragen, etwa eine Nachbildung des Brautgemachs der Semele, in dem die Figuren mit goldenen, juwelenbesetzten Tuniken bekleidet waren. Auf einem Wagen war eine von Efeu und Taxus dicht überwachsene Höhle zu sehen. Aus der Höhle entsprangen zwei Quellen, eine mit Milch, die andere mit Wein. Während des ganzen Zuges flatterten aus dieser Höhle beständig Tauben. Dann folgten Darstellungen der Rückkehr des siegreichen Dionysos von seinem Feldzug nach Indien: Zunächst eine zwölf Ellen hohe Statue des Gottes, die von einem Elefanten getragen wurde, dann Abteilungen von Mänaden und Satyrn, die das Heer des Dionysos darstellen sollten, und schließlich Gruppen von Streitwagen, die von den unterschiedlichsten Tieren (Elefanten, Ziegen, Pfauen, Büffeln, Antilopen, Gnus und sogar Zebras) gezogen wurden. Dann die Beute des Feldzugs: indische Frauen und mit Räucherwerk und Gewürzen beladene Kamele. Abordnungen aus Äthiopien mit Geschenken: Elfenbein, Ebenholz, Gold und Silber. Dann Jäger und Hunde: 2400 Hunde unterschiedlicher Rassen, darunter hyrkanische und Molosser.“

Man kann kaum ermessen, welchen Eindruck diese Schaustellung eines jedes menschliche Maß sprengenden, unfasslichen Reichtums, neben dem jedes moderne Spektakel zur Schäbigkeit verblasst, auf die zeitgenössischen Betrachter machte. Es war natürlich sicherlich genau die Absicht, zu überwältigen und den Zuschauer mit Eindrücken gewissermaßen zu erschlagen – es war das Prinzip der ptolemäischen Propaganda.